# Hypericum humifusum
Hypericum humifusum es una planta de la familia Hypericaceae.

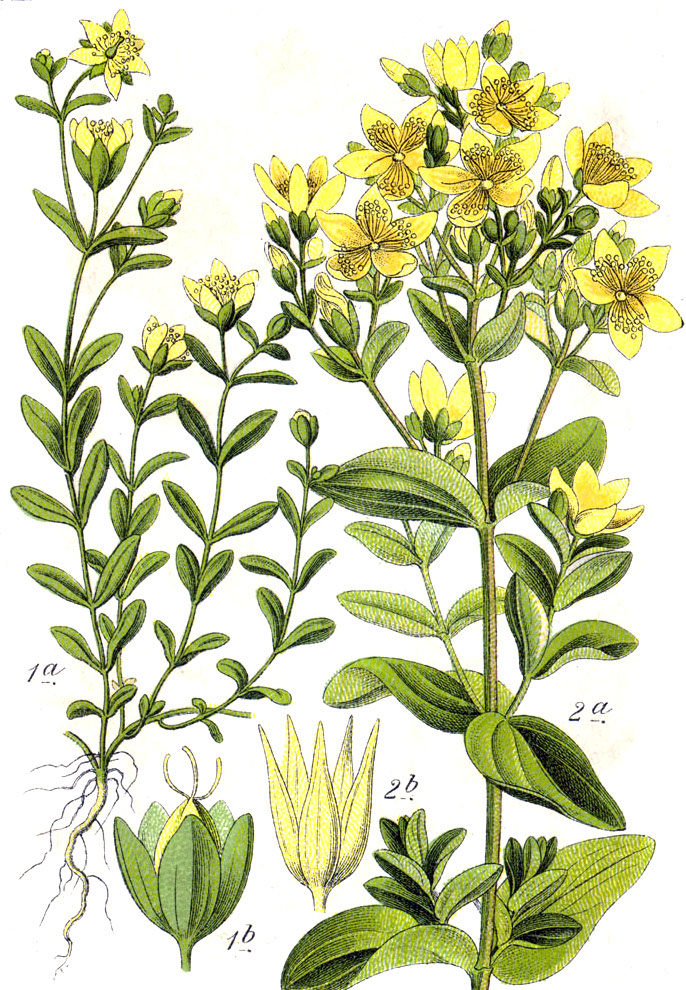
Iñustración

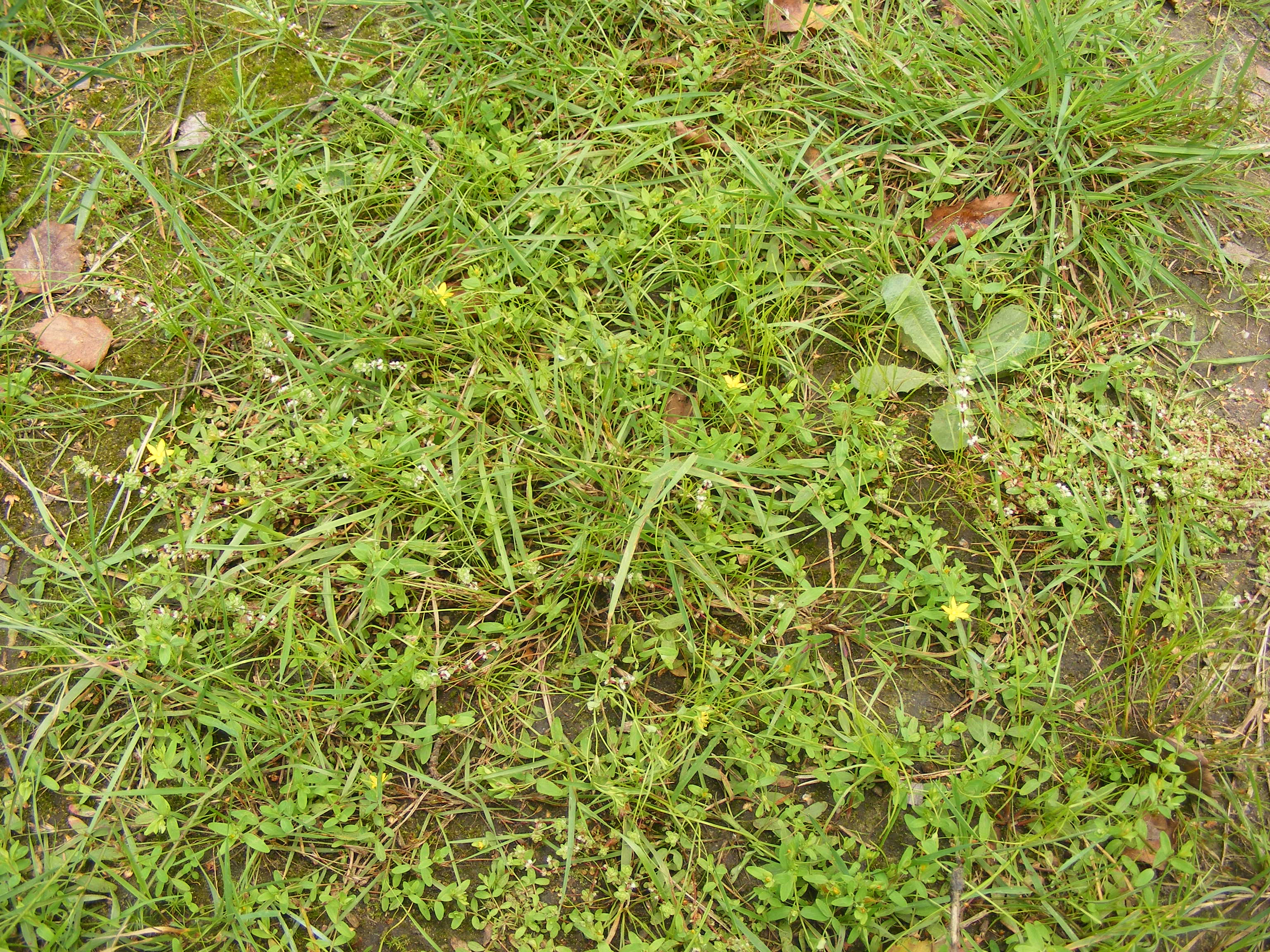
Vista de la planta

## Descripción
El hipérico rastrero (Hypericum humifusum) es una especie extendida, delgada, perenne, de hasta 30 cm, de hojas superiores oblongas a lanceoladas con glándulas traslúcidas. Flores amarillo-pálido, de hasta 1 cm de diámetro. Pétalos igual o el doble de largo que los sépalos, desiguales, que suelen tener glándulas marginales negras. Cápsula igual que los sépalos. Florece en el verano.

## Hábitat
Habita en bosques abiertos, campos arenosos, etapas degradadas del encinar y junto a senderos.

## Distribución
En gran parte de Europa, salvo Islandia, Noruega, Grecia, Turquía y Bulgaria.

## Taxonomía
Hypericum humifusum fue descrita por  Carlos Linneo    y publicado en Species Plantarum 2: 785. 1753.
Citología
Número de cromosomas de Hypericum humifusum (Fam. Guttiferae) y táxones infraespecíficos: 2n=16
Etimología
Hipérico: nombre genérico que deriva del griego hyperikon ("sobre las imágenes" o "por encima de una aparición"). Para algunos, el nombre hace referencia a la propiedad que se le atribuía de hacer huir a los malos espíritus y las apariciones; solían colgarse flores de esta planta sobre las imágenes religiosas el día de San Juan. Para otros, las glándulas de sus pétalos parecen formar imágenes (a este hecho se le dio mucha importancia en la Edad Media, ya que era utilizado en los exorcismos por sus virtudes cabalísticas). 
humifusum: epíteto latino que significa "postrada".
Sinonimia
- Hypericum exiguum Bubani, Fl. Pyren. 3: 343 (1901), nom. illeg.
- Holosepalum humifusum (L.) Fourr. in Ann. Soc. Linn. Lyon ser. 2 16: 352 (1868)
- Hypericum decumbens Peterm., Fl. Lips. Excurs. 565 (1838)
- Hypericum liottardii Vill., Prosp. Hist. Pl. Dauphiné 45 (1779)
- Hypericum losae Sennen, Pl. Espagne 1928 n.º 6690 (1929), in sched.[4]

## Nombres comunes
- Castellano: hierba de San Juan, hipérico rastrero, pericón[5]